# Cabeceiras
Cabeceiras este un oraș în Goiás (GO), Brazilia.